# Пожаревачки партизански одред
Пожаревачки народноослободилачки партизански одред формиран је 15. септембра 1941. године у Кучеву обједињавањем Звишког, Млавског, Ујевачког и Мајданпечког партизанског одреда, који су од августа изводили акције на својим територијама. У време формирања Одред је имао девет чета са око 800 бораца. 
Први Штаб одреда сачињавали су командант Вељко Дугошевић, политички комесар Чедомир Васовић, заменик команданта Живојин Поповић и одредски лекар др Бошко Вребалов. 
Међу борцима је био и чувени адвокат, композитор и виолиниста, Властимир Павловић Царевац.

## Народни хероји Пожаревачког одреда
Неки од бораца Пожаревачког партизанског одреда који су проглашени за народне хероје:
- Чедомир Васовић
- Бошко Вребалов
- Божидар Димитријевић Козица
- Вељко Дугошевић
- Јован Шербановић